# Junto
Câu lạc bộ Junto, còn được gọi là Câu lạc bộ Tạp Dề Da, là một câu lạc bộ để giúp nhau cải thiện được thành lập vào năm 1727 bởi Benjamin Franklin ở Philadelphia. Mục đích của câu lạc bộ tạp dề da là thảo luận các câu hỏi về đạo đức, chính trị, và triết lý tự nhiên, và trao đổi kiến thức về công việc kinh doanh. 

## Lịch sử hình thành
Franklin đã tổ chức một nhóm bạn bè để cung cấp một hình thức cải tiến lẫn nhau có cấu trúc. Nhóm này ban đầu gồm mười hai thành viên, tự gọi mình là Junto (từ này là việc sử dụng nhầm lẫn tính từ Tây Ban Nha số ít nam tính "đã tham gia", nhầm lẫn với danh từ số ít nữ tính "junta" "cuộc họp". Cả hai xuất phát từ tiếng Latin "iunct-", phân từ quá khứ của "iungere", "để tham gia"). Các thành viên của Junto được hội tụ từ nhiều ngành nghề và nguồn gốc khác nhau, nhưng tất cả họ đều chia sẻ một tinh thần yêu cầu và một khao khát được cải thiện bản thân, cộng đồng của họ, và giúp đỡ người khác. Trong số các thành viên ban đầu này có những thợ in, thợ trắc địa, một người làm đồ nội thất, một nhân viên bán hàng, và một bartender. Mặc dù hầu hết các thành viên đều lớn tuổi hơn Benjamin Franklin, nhưng rõ ràng anh ấy là lãnh đạo của họ.
Mới 21 tuổi, anh ấy đã giám sát năm người đàn ông, bao gồm Hugh Meredith, Stephen Potts, và George Webb, những người đã sớm trở thành thành viên nòng cốt của Junto. Franklin là một cá nhân đi, xã hội và đã làm quen với những doanh nhân này. Cuộc họp mặt này bao gồm các thương nhân nổi tiếng đã gặp nhau không chính thức để uống và thảo luận về việc kinh doanh trong ngày. Những cách thức hợp xướng của Franklin thu hút nhiều cá nhân độc đáo và đã học, và từ đó, ông đã chọn các thành viên cho Junto.
Tất cả các thành viên đều sống tại Philadelphia và đến từ các lĩnh vực quan tâm và doanh nghiệp đa dạng. Cùng với Meredith, Potts, và Webb, họ bao gồm Joseph Breintnall, người buôn bán và scrivener, một người cũng yêu thơ và lịch sử tự nhiên. Thomas Godfrey Thomas Godfrey là một nhà khoa học, nhà toán học và nhà phát minh rực rỡ; và Nicholas Scull và William Parsons đều là người đo đạc trắc địa. Scull cũng là một bibliophile và Parsons một thợ đóng băng và nhà chiêm tinh. William Maugridge là một người làm nội thất, William Coleman, thư ký của một thương gia và Robert Grace một quý ông. Sự giàu có của Grace có nghĩa là anh ta không phải làm việc, nhưng dường như anh ta đã mang một yếu tố trí tuệ cho nhóm và một thư viện tốt. Thành viên thứ mười hai của Junto vẫn là một bí ẩn cho đến năm 2007, khi giáo sư George Boudreau của Penn State phát hiện ra một tài khoản bị quên lãng lâu dài của các món ăn nhẹ của câu lạc bộ và xác minh rằng thợ đóng giày John Jones Jr. là một thành viên ban đầu. Jones là một Philadelphia Quaker, một người hàng xóm của Franklin, và sau đó là một thành viên sáng lập của Công ty Thư viện Philadelphia. Câu lạc bộ đã gặp đêm thứ sáu, đầu tiên trong một quán rượu và sau đó trong một ngôi nhà, để thảo luận về các chủ đề đạo đức, chính trị và khoa học trong ngày.

Franklin mô tả sự hình thành và mục đích của Junto trong cuốn tự truyện:
Tôi nên đề cập trước đây, rằng, vào mùa thu của năm trước [1727] Tôi đã hình thành hầu hết người quen khéo léo của tôi vào một câu lạc bộ cải thiện lẫn nhau, mà chúng tôi gọi là Junto; chúng tôi gặp nhau vào tối thứ Sáu. Các quy tắc mà tôi đã yêu cầu rằng mỗi thành viên, đến lượt mình, sẽ tạo ra một hoặc nhiều truy vấn trên bất kỳ điểm nào của Đạo đức, Chính trị, hoặc Triết học tự nhiên, để được thảo luận bởi công ty; và một lần trong ba tháng sản xuất và đọc một bài luận của văn bản riêng của mình, về bất kỳ chủ đề nào ông hài lòng.

Cuộc tranh luận của chúng tôi đã được dưới sự chỉ đạo của một chủ tịch, và được thực hiện trong tinh thần yêu cầu chân thành sau sự thật, không yêu thích tranh chấp hoặc mong muốn chiến thắng; và để ngăn chặn sự nóng nảy, tất cả các biểu hiện của sự tích cực trong ý kiến, hoặc mâu thuẫn trực tiếp, sau một thời gian làm lậu, và bị cấm dưới hình thức phạt tiền nhỏ.

### Thời tiền sử
Franklin bị ảnh hưởng bởi hai tổ chức tiền nhiệm nói riêng.

#### Dry Club
Một nhóm tiếng Anh được gọi là "Dry Club", nơi có những triết gia như John Locke, William Popple, và Benjamin Furly trong số các thành viên của nó trong những năm 1690 (và một phần được lấy cảm hứng từ xã hội "heretics of the Lantern" của Furly). Nó đã gặp một buổi tối một tuần trong hai tiếng đồng hồ và yêu cầu các thành viên trả lời một cách chắc chắn với các câu hỏi sau đây:

1. Cho dù ông ấy yêu thương tất cả Đàn ông, của những gì Nghề nghiệp hoặc tôn Giáo kẻ nào?
2. Cho dù ông nghĩ không có người, không nên đứng trong Cơ thể của mình, Tên, hàng Hóa, chỉ suy đoán ý Kiến, hoặc bên ngoài của mình theo cách của tôn Thờ?
3. Cho dù ông yêu thương và đang tìm kiếm sự Thật sự Thật là, vì lợi ích, và sẽ nỗ lực để tìm một cách khách quan và nhận nó, chính mình, và để giao nó cho người khác?

Mỗi thành viên của câu lạc bộ sẽ thay phiên nhau đề xuất các chủ đề để thảo luận và kiểm duyệt các cuộc thảo luận này. Các cuộc thảo luận được tổ chức theo tinh thần cởi mở:

Không có cá nhân hoặc ý kiến nào được phản ánh một cách vô tư; nhưng mọi Thành viên đều hành xử với tất cả sự bình tĩnh, sự phán xét, khiêm tốn, và quyết định của mình là chủ nhân.

#### Khu phố lợi và cải cách xã hội
Những người tiền nhiệm quan trọng khác là "xã hội lợi ích khu phố" và "cải cách xã hội" đề xuất tại Massachusetts bởi Cotton Mather. Cotton Mather mô tả các xã hội khu phố như bao gồm một chục cặp vợ chồng đã kết hôn, những người sẽ gặp nhau tại nhà của một bà mẹ liên tiếp cầu nguyện và các bài tập tôn giáo khác, và cũng xem xét các câu hỏi như sau:  

- Những người đang ở trong bất kỳ đặc biệt nghịch cảnh; và những gì có thể được thực hiện để an ủi họ?
- Những gì tranh hay sai có thể có được số hàng xóm của chúng tôi, và những gì có thể được thực hiện để chữa bệnh cho nó?
- Trong những mở tội lỗi làm bất cứ sống? và ai sẽ được mong muốn để thực hiện trung thành những lời khuyên nhủ với họ?

Các tương tự cải cách xã hội sẽ giải trí câu hỏi như thế này:

- Có thể có bất kỳ một phương pháp được nghĩ ra rằng sự ngu dốt và tội ác có thể được thêm đuổi từ người của chúng ta ở chung, và đó trong lòng, đặc biệt, có thể phát triển trong số chúng?
- Có bất kỳ trường hợp của sự áp bức hoặc gian lận trong các giao dịch của bất kỳ loại người, mà có thể gọi cho chúng tôi nỗ lực để khắc phục nó?
- Có bất kỳ vấn đề là khiêm tốn nên lập pháp mạnh để được ban hành một luật cho những phúc lợi công cộng?
- Chúng ta biết về bất kỳ người không hoạt động dưới nghiêm trọng phiền não, và có bất kỳ điều gì chúng ta có thể làm cho sự trợ giúp của rằng ảnh hưởng hàng xóm?
- Có bất kỳ người một đề nghị để thực hiện, cho chúng ta lợi thế nữa và hỗ trợ, chúng tôi có thể được trong một tốt hơn và thường xuyên hơn năng lực truy tố những ý định?

## Câu hỏi
Cuộc họp tối thứ Sáu của Junto được tổ chức xung quanh một loạt câu hỏi mà Franklin đã nghĩ ra, bao gồm một loạt các chủ đề bao gồm trí tuệ, cá nhân, kinh doanh, và cộng đồng. Những câu hỏi này được sử dụng làm bàn đạp để thảo luận và hành động cộng đồng. Trong thực tế, thông qua Junto, Franklin đã quảng bá các khái niệm như các câu lạc bộ chữa cháy tình nguyện, cải thiện an ninh (người canh gác ban đêm), và một bệnh viện công.  

### Danh sách các câu hỏi
Đây là danh sách các câu hỏi mà Franklin đưa ra để hướng dẫn các cuộc thảo luận tại các cuộc họp của Junto (từ các bài báo của Franklin, ngày 1728, và bao gồm trong một số phiên bản của cuốn tự truyện của ông):   
1. Anh đã gặp với bất cứ điều gì trong các tác giả cuối cùng bạn đọc, đáng chú ý, hoặc thích hợp để được thông báo đến các phe đảng? Đặc biệt là trong lịch sử, đạo đức, thơ ca, vật lý, đi, thợ thuật, hoặc các bộ phận khác kiến thức?
2. Gần đây anh có nghe được chuyện gì thích hợp để kể trong các cuộc đàm luận?
3. Có bất kỳ công dân mà anh biết gần đây đã gặp thất bại trong công việc kinh doanh của họ, và anh có biết nguyên nhân của nó?
4. Gần đây anh có biết cư dân nào làm ăn phát đạt và bằng phương cách nào không?
5. Gần đây anh có biết bằng cách nào một người giàu có hiện nay, ở đây hoặc nơi khác, có được số tài sản đó?
6. Bạn biết về bất kỳ công dân, người gần đây đã thực hiện một hành động xứng đáng, xứng đáng khen ngợi, và giả? Hoặc những người đã phạm một lỗi thích hợp cho chúng tôi được cảnh báo chống lại và tránh?
7. Có gì không hài lòng hiệu ứng quá độ của anh đã gần đây, quan sát hay anh đã nghe? Không cẩn thận? Của niềm đam mê? Hoặc bất kỳ phó hay điên rồ?
8. Những gì ảnh hưởng hạnh phúc của độ? Của sự thận trọng? Trong chừng mực? Hoặc bất kỳ đức hạnh không?
9. Anh có bất kỳ ai trong các người quen được gần đây bệnh hay bị thương không? Nếu vậy, những gì các biện pháp đã được sử dụng, và những hiệu ứng của họ?
10. Em có biết ai là ngay đi [trên] chuyến hoặc cuộc hành trình, nếu người ta phải có dịp để gửi của họ?
11. Bạn có nghĩ rằng điều bất kỳ hiện nay, trong đó các phe đảng có thể có ích cho nhân loại? Để đất nước của họ, bạn bè của họ, hoặc để mình?
12. Ngài đã bất kỳ xứng đáng lạ mặt mới tới trong thị trấn kể từ lần gặp cuối, mà bạn nghe không? Và những gì bạn đã từng nghe hay quan sát của nhân vật của mình hoặc giá trị? và cho dù nghĩ bạn, nó nằm trong sức mạnh của các phe đảng để bắt buộc anh ta, hoặc khuyến khích anh ta như ông xứng đáng?
13. Bạn biết về bất kỳ xứng đáng trẻ mới bắt đầu gần đây thiết lập, mà nó nằm trong sức mạnh của các phe đảng bất kỳ cách nào để khuyến khích?
14. Bạn đã gần đây, quan sát thấy bất kỳ khiếm khuyết trong luật pháp, mà nó sẽ là thích hợp để di chuyển các cơ quan lập pháp một sửa đổi? Hay bạn biết về bất kỳ lợi pháp luật đó là mong muốn?
15. Bạn đã gần đây, quan sát thấy bất kỳ sự xâm lấn vào chỉ tự do của các người?
16. Ngài đã bất kỳ cơ thể tấn công danh tiếng của bạn gần đây không? Và những gì có thể phe đảng làm theo hướng bảo vệ nó?
17. Có bất kỳ người đàn ông có tình bạn muốn, và trong đó các phe đảng, hoặc bất kỳ của họ, có thể mua cho bạn?
18. Anh có nghe nói gần đây bất cứ thành viên nào của nhân vật bị tấn công, và làm thế nào bạn có bảo vệ nó?
19. Ngài đã bất kỳ người đàn ông bị thương bạn, từ đó, nó nằm trong sức mạnh của các phe đảng để mua khắc phục?
20. Theo những gì có thể các phe đảng, hoặc bất kỳ của họ, hỗ trợ bạn trong bất kỳ của bạn đáng kính thiết kế?
21. Anh có nặng chuyện trong tay, mà bạn nghĩ rằng lời khuyên của các phe đảng có thể làm gì được?
22. Lợi ích gì bạn đã gần đây nhận được từ bất kỳ người đàn ông không có mặt?
23. Có bất kỳ khó khăn trong các vấn đề của ý kiến của công bằng và bất công, đó bạn sẽ vui vẻ đã thảo luận về lúc này?
24. Bạn có thấy bất kỳ điều gì sai sót ở hiện tại thông quan hoặc tố tụng của các phe đảng, đó có thể được sửa đổi?

Bất kỳ người nào để có đủ điều kiện như một thành viên đã phải đứng lên, đặt tay trên ngực của mình, trên trái tim của mình, và hãy hỏi những câu hỏi sau, tức.
1. Anh có bất cứ sự thiếu tôn trọng với bất kỳ hiện tại các thành viên? Câu trả lời.  Tôi đã không.
2. Bạn trân trọng tuyên bố rằng anh thích con người ở chung trong những nghề nghiệp hoặc tôn giáo kẻ nào? Câu trả lời.  Tôi làm.
3. Bạn có nghĩ rằng mọi người nên được đứng trong cơ thể của mình, tên, hàng hóa, chỉ suy đoán ý kiến, hoặc bên ngoài của mình theo cách của tôn thờ? Câu trả lời.  Không có.
4. Bạn có tình yêu thật sự thật là, vì lợi ích, và bạn sẽ nỗ lực để tìm một cách khách quan và nhận nó, chính mình, và giao nó cho người khác? Câu trả lời.  Vâng.